# Ambatolampy (district)
Ambatolampy is een district van Madagaskar in de provincie Antananarivo en de regio Vakinankaratra. Het district telt 242.722 inwoners (2011) en heeft een oppervlakte van 1755 km², verdeeld over 18 gemeentes. De hoofdplaats is Ambatolampy.
In dit district staat het oude paleis (de Trano Fahasivy) van koningin Ranavalona I dat nu een museum is.